# Carex cochranei
Carex cochranei är en halvgräsart som beskrevs av Anton Albert Reznicek. Carex cochranei ingår i släktet starrar, och familjen halvgräs. Inga underarter finns listade i Catalogue of Life.